# Raymond Guégan
Pour les articles homonymes, voir Guégan.
Raymond Guégan, né le 7 décembre 1921 à Laon et mort le 26 avril 2007 à Nanterre, est un coureur cycliste français.

## Palmarès
- 1941
  -  Champion de France de poursuite amateurs[2]
  - Grand Prix de La Dépêche du Berry[2]
  - 2e du championnat de France sur route amateurs
- 1942
  - 3e au Critérium national (zone occupée)
- 1943
  - Paris-Alençon
  - 3e du Critérium national (zone occupée)
  - 3e du Circuit de l'Indre
- 1944
  - À travers Paris
- 1947
  - Grand Prix de Cannes
- 1947
  - 3e du Tour de Corrèze
- 1948
  - Grand Prix des Alliés
  - Grand Prix de Thizy
- 1950
  - Grand Prix des Alliés
- 1951
  - Grand Prix de Niort
  - 1re étape du Tour de l'Est Central
  - Tour de Charente-Maritime
- 1952
  - Grand Prix de Thizy
  - 7e étape du Tour d'Algérie
  - Paris-Tours
- 1953
  - 2e du Grand Prix de Saint-Raphaël
- 1954
  - Circuit des Deux Ponts
  - 2e de Paris-Valenciennes
- 1957
  - Paris-Bourges
- 1958
  - 3e du Rennes-Basse-Indre

## Résultats sur le Tour de France
3 participations 
- 1947 : éliminé (2e étape)
- 1948 : abandon (10e étape)
- 1951 : abandon (15e étape)